# Kastrophylax
Le kastrophylax (grec moderne : Καστροφύλαξ, « gardien/gouverneur de la forteresse ») est un fonctionnaire local de la période byzantine tardive, adjoint au képhale (gouverneur de province) et chargé de la défense d'une ville fortifiée (kastro), ainsi que de sa garde.